# Giao hưởng số 8 (Mahler)

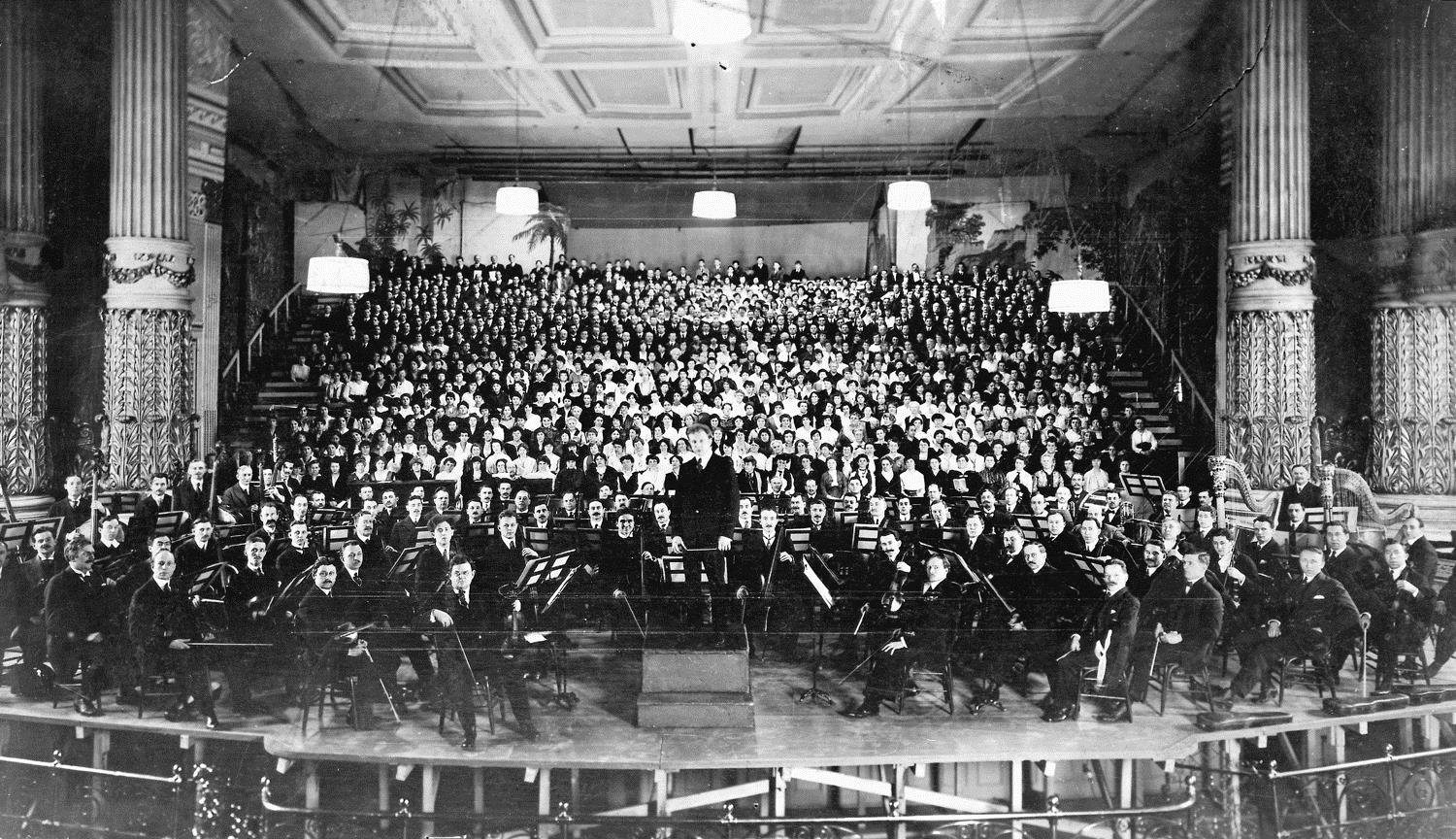
Buổi biểu diễn bản giao hưởng số 8 của Mahler của Dàn nhạc Giao hưởng Philadelphia của Mỹ vào năm 1916

Giao hưởng số 8, cung Mi giáng thứ hay còn gọi là Giao hưởng một nghìn người là bản giao hưởng của nhà soạn nhạc người Áo Gustav Mahler. Bản giao hưởng này được Mahler viết vào năm 1907. Tham gia biểu diễn bản giao hưởng có đơn ca, hợp xướng kép, hợp xướng thiếu nhi và đàn organ. Nếu bản giao hưởng số 3 của ông trở thành bản giao hưởng dài nhất thì bản này là bản có số người tham gia đông nhất với sự tham gia của khoảng 1000 người.